# Kazašská autonomní sovětská socialistická republika

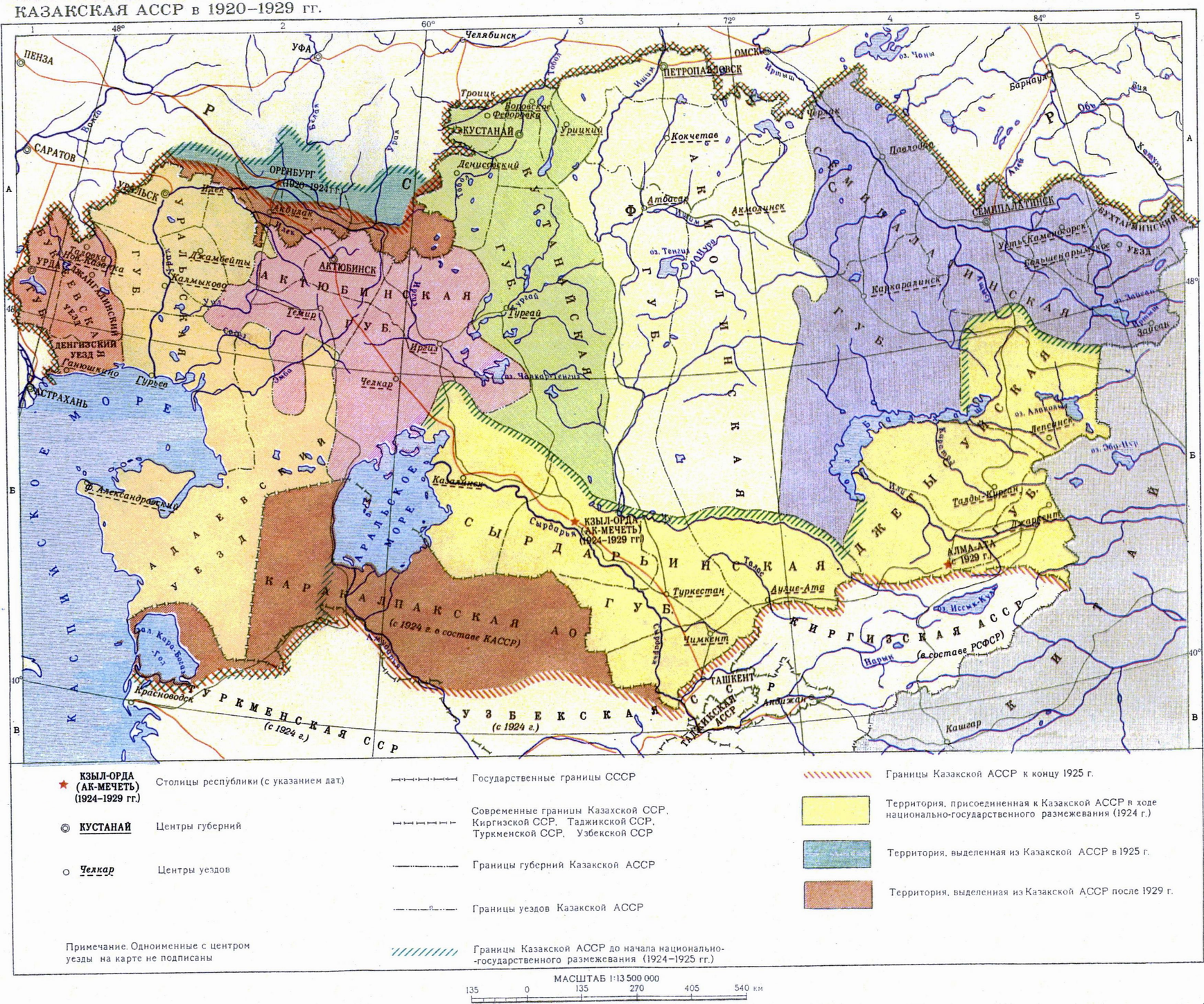
Změna hranic Kazašské ASSR v letech 1925—1929

Kazašská autonomní sovětská socialistická republika (rusky Казакская Автономная Советская Социалистическая Республика) byla samosprávná republika v Sovětském svazu, která existovala od roku 1925 do roku 1936.
Kazašská ASSR byla původně založena jako Kyrgyzská autonomní sovětská socialistická republika (neplést si s Kyrgyzskou sovětskou socialistickou republikou). V roce 1925, byla přejmenována na Kazašskou autonomní sovětskou socialistickou republiku s hlavním městem Kyzylordou. V roce 1929 bylo město Alma-Ata ustanoveno hlavním městem Kazašské ASSR. 5. prosince 1936 se reorganizovala na Kazašskou sovětskou socialistickou republiku.

## Hranice
V roce 1932 hraničila na západě s Nižnevolžským krajem, na severozápadě s Srednevolžským krajem a Západosibiřským krajem, na severu s Uralskou oblastí, na jihu se středoasijskými sovětskými republikami, a na jihovýchodě s Čínou.

## Rozloha a obyvatelstvo
- Rozloha 1. ledna 1933 činila 2 853 tis. km²
- Obyvatelstvo — bilanční, 1. ledna 1931 čítalo 7 260 500 obyvatel, z toho pouhých 911 200 obyvatel žilo ve městech.

## Ekonomika a doprava
Podíl průmyslové výroby v celkovém produktu v roce 1931 tvořil 36,8 % (18,4 % v 1927/28). V roce 1931 bylo více než 40 mil. hektarů půdy vhodných k obdělávání, ze kterých se použila mizivá část – pouhých 5,6 mil. hektarů – v roce 1932. 10 mil. ha tvořily posečené louky, 95 mil. ha sena a 40 mil. ha pastviny. V prvních pěti letech dával Kazachstán okolo 10 % obilnin do ostatních republik SSSR. V roce 1932 bylo združstevněno 66 % hospodářství a 85,6 % sečných ploch vlastnila zemědělská družstva, rovněž bylo organizováno na 300 chovatelů dobytka.
Celková délka železnic v roce 1932 čítala 5474 km (3241 v roce 1927).

## Historie
Kazašská ASSR vznikala v roce 1925 v důsledku přejmenování Kyrgyzské autonomní sovětské socialistické republiky. Současně s přejmenováním republiky bylo hlavní město přeneseno z Orenburgu do města Ak-Mečeť, které bylo přejmenované na Kyzyl-Orda a Orenburská gubernie byla vrácena Ruské sovětské federativní socialistické republice. V květnu 1927 bylo hlavní město přeneseno do Alma-Aty. V srpnu 1928 byly zrušeny všechny gubernie Kazašské ASSR, a její teritoria byla rozdělena na 13 obvodů a okresů. V březnu 1930 byla Karakalpatská autonomní oblast vyřazena z Kazašské ASSR a bezprostředně podřízena RSFSR. V březnu 1932 bylo území republiky rozděleno na šest velkých oblastí. V prosinci 1934 byl menší okrsek na severu republiky předán nově vytvořené Orenburské oblasti. Se schválením nové Ústavy SSSR 5. prosince 1936 byl status Kazašské ASSR povýšen na svazovou republiku, která byla vyvedena z RSFSR.